# Den svarta katten
Den svarta katten (engelska: The Black Cat) är en amerikansk skräckfilm från 1934 i regi av Edgar G. Ulmer. Filmen hade världspremiär den 3 maj 1934, och hade svensk premiär den 13 oktober 1934.
Den svarta katten var den första filmen där Boris Karloff och Bela Lugosi medverkade tillsammans.
Den har trots titeln inget med Edgar Allan Poes novell att göra. Ulmer medgav i senare intervjuer att referensen till novellen bara gjordes i syfte att väcka uppmärksamhet och bättra på filmens image.

## Handling
Det nygifta amerikanska paret Joan och Peter Alison är på smekmånad i Ungern. Under en tågresa möter de doktor Werdegast. Han är på väg hem efter att ha suttit i fängelse i 15 år. När bussen de rest vidare med kraschar, skadas Joan. Sällskapet söker skydd hemma hos den berömde arkitekten Poelzig. Werdegast stod under första världskriget under Poelzigs befäl och han anklagar Poelzig för att då ha förrått Ungern till ryssarna, vilket lett till Werdegasts fängelsevistelse. Det unga paret dras in i konflikten mellan de två männen.

## Rollista i urval
- Boris Karloff som Hjalmar Poelzig
- Bela Lugosi som Dr. Vitus Werdegast
- David Manners som Peter Alison
- Jacqueline Wells som Joan Alison
- Harry Cording som Thamal